# Solosancho (kommunhuvudort)
Solosancho är en kommunhuvudort i Spanien.   Den ligger i provinsen Provincia de Ávila och regionen Kastilien och Leon, i den centrala delen av landet, 100 km väster om huvudstaden Madrid. Solosancho ligger 1 126 meter över havet och antalet invånare är 1 021.
Terrängen runt Solosancho är kuperad åt sydväst, men åt nordost är den platt.Runt Solosancho är det mycket glesbefolkat, med 5 invånare per kvadratkilometer. Närmaste större samhälle är Burgohondo, 18,4 km sydost om Solosancho. Trakten runt Solosancho består till största delen av jordbruksmark.